# اسپک اودانل
اسپک اودانل (انگلیسی: Spec O'Donnell؛ ‏ ۹ آوریل ۱۹۱۱ – ۱۴ اکتبر ۱۹۸۶) بازیگر اهل ایالات متحده آمریکا بود.
از فیلم‌هایی که وی در آن نقش داشته‌است، می‌توان به محموله ویژه، چرا دخترها جواب رد می‌دهند، کسی دختر مرا دیده؟، گنجشک‌ها، آوای فاخته، اخبار داغ، فرشتگانی با چهره‌های کثیف، برادوی بیل، پت و مایک و در لباسی خیره‌کننده اشاره کرد.